# 宮坂昌利
宮坂 昌利（みやさか まさとし、1961年8月17日 - ）は、日本の裁判官。東京高等裁判所判事、大阪高等裁判所部総括判事などを経て、知的財産高等裁判所部総括判事。

## 略歴
長野県出身。長野県諏訪清陵高等学校を経て、東京大学法学部卒業。1988年東京地方裁判所判事補。1990年長野地方家庭裁判所松本支部判事補。1991年長野地方家庭裁判所松本支部判事補・松本簡易裁判所判事。1993年最高裁判所人事局付東京地方裁判所判事補・東京簡易裁判所判事、検事、 厚生省健康政策局指導課主査 、同省同局総務課課長補佐。1995年東京地方裁判所判事補・東京簡易裁判所判事。1996年石垣簡易裁判所判事・平良簡易裁判所判事・那覇地方家庭裁判所石垣支部判事補・那覇地方家庭裁判所平良支部判事補。1998年東京簡易裁判所判事・東京地方裁判所判事補、預金保険機構特別業務部総括調査役。2000年東京地方裁判所判事。2003年最高裁判所調査官（東京地方裁判所判事）。2008年横浜地方裁判所判事・横浜簡易裁判所判事。2011年東京地方裁判所判事・東京簡易裁判所判事。2012年東京地方裁判所部総括判事・東京簡易裁判所判事。2017年東京高等裁判所判事・東京簡易裁判所判事。2018年山口地方家庭裁判所所長。2020年岡山地方裁判所所長・岡山簡易裁判所判事。2021年大阪高等裁判所部総括判事・大阪簡易裁判所判事。2023年知的財産高等裁判所部総括判事。

## 主な担当訴訟
- 保険金引渡請求事件[2]